# امیل شارتیه
امیل شارتیه معروف به آلن (به فرانسوی: Émile Chartier, dit Alain) فیلسوف و روزنامه‌نگار قرن نوزدهم میلادی اهل فرانسه است.